# Арабски национализъм
Арабският национализъм e националистическа идеология, прославяща славата на арабската цивилизация, езика и литературата на арабите, призовавайки за подмладяване и политически съюз в Арабския свят.
Главната идея е, че народите от Арабския свят, от Атлантическия океан до Арабско море, представляват една една нация, свързана помежду си с общо езиково, културно и историческо наследство. Една от основните идеи на арабския национализъм е краят на западното влияние, виждано като „враг“ на арабската сила, и премахването на арабските правителства, считани за зависими от западните сили. Издига се след отслабването и поражението на Османската империя в началото на XX век и спада след поражението на арабската армия в Шестдневната война.
Личности и групи, свързани с арабския национализъм включват египетския лидер Гамал Абдел Насер, Арабското националистическо движение, либийския лидер Муамар Кадафи, Арабската социалистическа партия БААС, която идва на власт в Ирак за няколко години и все още е в сила в Сирия, както и основателя ѝ Мишел Афлак. Панарабизмът е сходно понятие, тъй като призовава за национален колективизъм сред арабските държави.

## Идеология
Арабските националисти вярват, че арабската нация е съществувала като исторически субект преди възхода на национализма през XIX-XX век. Арабската нация е формирана чрез постепенното изграждане на арабския като език на комуникация и с появата на исляма като религия и култура в региона. Както арабският език, така и ислямът служели като основни стълбове на нацията.
В арабското националистическо движение се различават три подразделения: арабския народ, арабския национализъм и панарабското единство. Джамил ал-Саид, основател на арабската националистическа партия Баас, твърди, че нацията е групата от хора, която говори арабски, населява Арабския свят, и която има чувство за принадлежност към една и съща нация. Национализмът е „сборът“ на характеристиките и качествата като се има предвид, че панарабското единство е съвременната идея, която предвижда, че отделните арабските страни трябва да се обединят, за да образуват единна държава под една политическа система.

## Известни арабски националисти

### Мислители
| - Мишел Афлак - Джордж Антониус - Шакиб Арслан - Заки ал-Арсузи - Бутрус ал-Бустани - Иззат Даруаза | - Джордж Хабаш - Аднан Пачачи - Абд ал-Рахман ал-Кауакиби - Амин Рейхани - Ибрахим ал-Язиджи - Константин Зурек |  |

### Национални лидери
| - Ахмед Бен Бела (президент на Алжир) - Джафар Нумейри (президент на Судан) - Гамал Абдел Насър (Президент на Египет) - Хафез Асад (президент на Сирия) - Саид Хюсеин бин Али (шериф на Мека) | - Ибрахим ал-Хамди (Президент на Северен Йемен) - Муамар Кадафи(лидер на Либия) - Саиб Салам (министър-председател на Ливан) - Садам Хюсеин(президент на Ирак) - Шукри ал-Куатли (президент на Сирия) |  |